# カープ島
カープ島は西部太平洋のパラオの島。正式名称はNgercheu。Ngeroiとも呼ばれる。
ペリリュー州に属しており、バベルダオブ島の南西部、パラオ環礁南西部のペリリュー島から北西に5kmほどの位置に存在する。ロックアイランドの南に位置し、周辺の小島と共に諸島を形成している。面積は1km2程度であり、星型のような形をしており森林に覆われている。
周辺の海域はパラオ有数のダイビングスポットとなっており、これらの観光資源を生かすためアジア観光客向けにカープアイランドリゾートの名前で観光客を受け入れている。島内には観光客向けの宿泊施設やダイビングセンターが存在し、人も定住している。